# Sandra Nowak
Sandra Nowak, z d. Walter (ur. 1973) – producentka telewizyjna oraz prezenterka i prowadząca.
Z telewizją związana od 1996 r., początkowo z TVP, a następnie ze stacją TVN, w której prowadziła programy, przygotowywała scenariusze oraz zajmowała się produkcją. Za program „Ananasy z naszej klasy” otrzymała nominację do nagrody Wiktora w kategorii prezenter telewizyjny. Jako producent zrealizowała m.in. takie programy, jak: „Telewizjer”, „Droga do Gwiazd”, „We dwoje”, „Dzieciaki z Klasą”, a także Sopot Festival (2005 i 2006) oraz dwukrotnie finał wyborów „Miss Polonia”. Współautorka, wraz Martą Kuligowską, książki „Bliźnięta atakują” (2011).